# Мартинус Преторијус
Мартинус Преторијус (1819 – 19. мај 1901) је био бурски војсковођа и државник.

## Биографија
Као командант Потхефструма и Рестенбаха, наставио је политику суровог поробљавања домородаца. За погибију 23 Бура, масакрирао је 1854. године 3000 црнаца. Године 1857. је изабран за председника Јужноафричке републике коју је тек требало створити. Од 1859. године је председник Орања. Са П. Кригером је тесно сарађивао у уједињењу Орања и Трансвала, али је, пошто није успео, 1863. године поднео оставку као председник Орања. Од 1864. године је председник Трансвала. По британској анексији Трансвала 1877. године, Преторијус је изабран за председника противбританског одбора бурских вођа. Када је 1880. године у Трансвалу избио устанак, Преторијус, заједно са Кригером и Жубером постаје члан тријумвирата, привремене владе која је повела рат против Велике Британије за независност Трансвала.